# Лутфуллин, Ахмат Фаткуллович
Ахма́т Фатку́ллович Лутфу́ллин (баш. Әхмәт Фәтҡулла улы Лотфуллин; 4 февраля 1928, Аскарово, Башкирская АССР — 10 февраля 2007, Уфа) — советский и россиский художник-живописец. Народный художник СССР (1989).

## Биография
Родился 4 февраля 1928 года в селе Аскарово (ныне Абзелиловский район, Башкортостан) в семье лесоповальщика.
В деревнях Аскарово и Абзаково прошло его детство и юность. Позднее мальчишкой он пешком ушёл в Магнитогорск и поступил учиться в ремесленное училище на токаря.
После войны учился в Ленинградском архитектурно-художественном училище (ныне Санкт-Петербургская художественно-промышленная академия имени А. Л. Штиглица) (1945—1948), Уфимском театрально-художественном училище (1949—1951), Государственном художественном институте Литовской ССР (ныне Вильнюсская художественная академия) (1951—1954).
Нашёл свой художественный стиль и почерк, создал свою «доминанту» — башкирский неореализм.
На протяжении второй половины XX века оказывал влияние на развитие башкирской живописи.
Действительный член РАХ (1997). Член Союза художников СССР с 1960 года. Член правления СХ СССР (1988—1991). Неоднократно избирался членом правления Башкирского Союза художников, председателем и членом Художественного совета при Башкирских мастерских Художественного фонда РСФСР, членом выставкома зональной выставки «Урал социалистический», членом правления Союза художников РСФСР, был членом ревизионной комиссии Союза художников РСФСР, членом выставкома Союза художников РСФСР.
Почётный член Академии наук Республики Башкортостан (1992).
Скончался 10 февраля 2007 года в Уфе. По завещанию самого художника он был похоронен в селе Абзаково Белорецкого района Башкортостана.
В деревне Равилово Абзелиловского района, в доме семьи Лутфуллиных, который художнику подарили земляки, открылась «Мечеть Ахмата». Луиза Лутфуллина, супруга живописца, рассказывала: «В последнее время он болел, мысль была — что же делать с этим домом, было решено не отдавать и не продавать, а делать мечеть, в память отцу, матери и деду».

## Награды и звания
- Заслуженный художник Башкирской АССР (1966)
- Заслуженный художник РСФСР (1978)
- Народный художник РСФСР (1982)
- Народный художник СССР (1989)
- Премия Башкирской АССР имени Салавата Юлаева (1982)
- Почётный дипломом Академии художеств СССР (1971)
- Почётная грамота Верховного Совета (1977)
- Дипломы Совета Министров РСФСР (1967, 1970, 1977).

## Творческое наследие
Автор известных картин «Три женщины» (1969)
и «Портрет дирижёра Г. Муталова» (1960). Вместе с тем он автор портретов и полотен об истории и современной жизни башкирского народа: «Прощание с Родиной. Салават» (1990), «Праздник в ауле. 1930-е годы» (1969), «Проводы на фронт» (1978), «Прощание» (1970), «Ожидание. Год 1941-й» (1970).
Его основные работы: «Портрет матери», х. м., 1956. «Автопортрет», х. м., 1957. «Бабай», х. м., 1959. «Портрет дирижёра Г. Муталова», х. м., 1960. «Мать-героиня Ишмурзина», х. м., 1959. «Мустафа-агай», х. м., 1960. «Мать погибшего героя», х. м. 1960. «Девушка в чёрном», х. м., 1961. «Семья», триптих, х. м., 1962. «На сабантуй», х. м., 1963. «Портрет башкирской писательницы Хадии Давлетшиной», х. м., 1963. «Молодой рабочий», х. м., 1963. «Портрет колхозницы», х. м., 1967. «Золотая осень», х. м., 1967. «Портрет башкирской женщины», х. м., 1967. «Три женщины», х. м., 1968—1969. «Ожидание. Год 1941», х. м., 1969—1971. «Праздник в ауле», 1930, х. м., 1973—1974. «Колхозник Раджап», х. м., 1974. «Портрет старой колхозницы», х. м., 1974. «У окна», х. м., 1974. «Портрет молодой женщины», х. м., 1974. «Портрет врача И. X. Хидиятова», х. м., 1974. Серия портретов передовиков колхоза им. М. И. Калинина Абзелиловского района БАССР (12 работ), х. м., 1974. «Сабантуй», х. м., 1974—1977. «Магинур Хасанова», х. м., 1977. «Колхозник Хайруллин», х. м., 1977. «Портрет на фоне колхозного тока», х. м., 1977. «Портрет народного поэта БАССР М. Карима», х. м., 1978.
Картины художника находятся в Государственной Третьяковской Галереи, Государственном русском музее, Художественном музее имени М. В. Нестерова в Уфе, в частных коллекциях.
Участник международных (с 1975), всесоюзных, всероссийских и республиканских выставок с 1957 года, зональных — «Урал социалистический». Персональные выставки проходили в Москве (1963, 1976), Уфе (1978, 1994).

## Память
- В 2008 году по решению правительства Республики Башкортостан имя художника было присвоено школе села Абзаково[7].
- 12 августа 2011 года открылась памятная доска художнику в его родном селе Абзаково[7].
- В 2010 году в Уфе появилась улица Ахмата Лутфуллина.
- В Уфе планируется поставить памятник художнику[8].
- На доме, где жил художник до последних дней (Уфа, улица Аксакова) установлена мемориальная доска